# Dave Holland (batería)
Dave Holland (Northampton, Inglaterra; 5 de abril de 1948-Lugo, Galicia, España, 16 de enero de 2018) fue un músico británico, conocido por formar parte de bandas de heavy metal, principalmente Trapeze y Judas Priest, entre los períodos de 1970 hasta 1979 y de 1979 hasta 1989, respectivamente.

## Entrada y salida de Judas Priest
Holland, pasó a formar parte de Judas Priest, una banda que estaba consiguiendo mucha popularidad por esa época, tras abandonar la anterior banda con la que estaba, Trapeze, ya que, esta banda, desde que Glenn Hughes abandonó la agrupación, había perdido mucha popularidad.
Tras grabar algunos de los más importantes discos de Judas Priest, British Steel, Screaming for Vengeance, Defenders of the Faith, Turbo y Ram It Down, Dave abandona la banda en 1989 por problemas personales (problemas de salud y la familia) y diferencias musicales.

## Controversias
Pasó años en prisión por intentar violar a un chico de 17 años. Un juez le culpó de un cargo de intento de violación y cinco cargos de asalto indecente a un adolescente que estaba tomando clases de batería en casa de Holland. Dave, sin embargo, afirmó su inocencia y sostuvo que la relación con su alumno no era sexual.

## Fallecimiento
Dave Holland murió el 16 de enero del 2018 en el Hospital Universitario Lucus Augusti de Lugo. El músico británico había comprado su casa hacía dos años en la parroquia de Lamas de Campos, municipio de Fonsagrada. Sus conocidos en el noroeste español contaron que hacía pocos meses que se había radicado definitivamente allí. Su malestar comenzó con algunos dolores en la zona abdominal, fue al hospital y, tras hacerle varios estudios, le diagnosticaron cáncer de hígado. Murió cuarenta días después.